# Purpere klaver
De purpere klaver (Trifolium rubens) is een vaste plant die behoort tot de vlinderbloemenfamilie (Leguminosae of Fabaceae). Daar behoort hij tot de sectie Trifolium, subsectie Alpestria.
De plant heeft een groeihoogte van 20 tot 40 cm en gedijdt het best in volle zon of half schaduw. De plant heeft een opvallende bloeiwijze met talrijke rode bloempjes die grijs behaard zijn in de punt. De bloemtoppen kunnen tot 8 cm groot worden en zijn kegelvormig. In uitzonderlijke gevallen kunnen de bloemen ook wit zijn. De bloeimaanden strekken zich uit van juni tot begin augustus. De bladeren zijn langwerpig en lancetvormig en worden ± 5 cm lang en ± 1 cm breed. Ze zijn fijn getand en hebben gebogen nerven. In de winter sterven de bovengronds stengels van deze plant af, in het voorjaar schiet de plant weer op vanuit een wortelstok. De plant is vorstbestendig.
De purpere klaver komt van nature voor in Centraal-Europa en het Middellandse Zeegebied. In oostelijke richting komt hij voor in Klein-Azië en Armenië. In Duitsland komt de plant uitzonderlijk voor in de Schwäbische Alb en in Wallonië in de zuidelijke Ardennen. Zowel in Duitsland als Oostenrijk heeft de plant een beschermde statut. In Zwitserland is hij nog wijd verspreid. De plant heeft een voorkeur voor warme kalkhoudende bodems en komt voor in droogbosgebieden. Hij komt ook voor als sierplant in tuinen.
... · 
T. alpestre (Alpenklaver) · 
T. arvense (Hazenpootje) · 
T. aureum (Akkerklaver) · 
T. campestre (Liggende klaver) · 
T. dubium (Kleine klaver) · 
T. fragiferum (Aardbeiklaver) · 
T. hybridum (Basterdklaver) · 
T. incarnatum (Inkarnaatklaver) · 
T. medium (Bochtige klaver) · 
T. micranthum (Draadklaver) · 
T. ornithopodioides (Vogelpootklaver) · 
T. pratense (Rode klaver) · 
T. repens (Witte klaver) · 
T. resupinatum (Perzische klaver) · 
T. rubens (Purpere klaver) · 
T. scabrum (Ruwe klaver) · 
T. striatum (Gestreepte klaver) · 
T. subterraneum (Onderaardse klaver) · 
...